# 인텔 vPro

현재의 인텔 vPro 엠블럼

인텔 vPro(Intel vPro) 기술은 VT-x, VT-d, TXT(Trusted Execution Technology) 및 인텔 AMT(Active Management Technology)를 비롯한 다양한 컴퓨터 하드웨어 기술 모음에 대해 인텔에서 사용하는 포괄적인 마케팅 용어이다. vPro 브랜드가 출시되었을 때(2007년경) 주로 AMT로 식별되었기 때문에 일부 언론인들은 여전히 AMT를 vPro의 본질로 간주한다.

## 같이 보기
- 인텔 관리 엔진
- ARM 아키텍처
- 신뢰 플랫폼 모듈
- 인텔 코어 2
- 센트리노
- 인텔 바이브